# هلیم (مجموعه تلویزیونی)
هلیم (انگلیسی: Porridge) یک مجموعهٔ تلویزیونی کمدی موقعیت بریتانیایی است که مابین سال‌های ۱۹۷۴ تا ۱۹۷۷ از بی‌بی‌سی وان پخش شد.
این سریال دربارهٔ دو زندانی به نام‌های «نورمن فلچر» و «لنی گادبر» است که دوران محکومیت خود را در «زندان اِسلید» در کامبرلند می‌گذارند. عنوان سریال، هم به صبحانهٔ سنتی زندان‌ها در بریتانیا اشاره دارد و هم اصطلاحی است کوچه بازاری که در دههٔ ۱۹۵۰ در بریتانیا برای «زندان رفتن» استفاده می‌شد. (در فارسی محاوره‌ای، اصطلاح «آب خنک خوردن» برای زندان رفتن به‌کار می‌رود، اما در انگلیسی دههٔ ۵۰ از اصطلاح «هلیم خوردن» استفاده می‌شد، چرا که در زندان‌های انگلستان برای صبحانه، به زندانیان هلیم یا شوربا می‌دادند.)

## بازیگران

### اصلی
- رانی بارکر
- فولتون مک‌کی
- ریچارد بکینسیل
- برایان وایلد
- پیتر وان
- سم کلی
- تونی اوسوبا
- مایکل بارینگتون
- کریستوفر بیگینس

### دوره‌ای
- دیوید جیسون
- موریس دنهام
- برایان گلاور
- رونالد لیسی
- دادلی ساتن
- الون آرمسترانگ
- پیتر جفری
- فیلیپ جکسون
- جین ونهام